# Karelianita
La karelianita es la forma mineral del óxido de vanadio (III) (V3+2O3), descrita en 1963 por J. V. P. Long, Y. Vuorelainen y O. Kouvo por su presencia en el yacimiento de Outokumpu (Finlandia).
Su nombre hace referencia al cinturón de esquistos de Karelia, región donde se encontró este mineral.

## Propiedades
La karelianita es un mineral opaco de color negro y brillo metálico.
Con luz reflejada adquiere una coloración parduzca oliva o gris.
Posee una elevada dureza —entre 8 y 9 en la escala de Mohs— y una densidad de 4,87 g/cm³.
Es bastante soluble en ácido nítrico.
El contenido de vanadio de la karelianita es cercano al 68% y sus impurezas más frecuentes son hierro, cromo y manganeso; así, en la localidad tipo, el contenido de Fe2O3 alcanza el 4,1%.
Cristaliza en el sistema trigonal, en la clase hexagonal escalenoédrica. Es miembro del grupo de la hematita (M2O3, donde M = Al, Fe, V, Cr, Ti) y es el análogo de vanadio de corindón, hematita y eskolaíta, formando una serie mineralógica con este última especie.
Se conoce un polimorfo metaestable de la karelianita, cuya estructura es del tipo de la bixbyíta.

## Morfología y formación
La karelianita forma cristales prismáticos de hasta 0,5 mm. Se la encuentra en porciones ricas en sulfuros de bloques glaciares procedentes de rocas metamórficas, como esquistos o cuarcitas; también en depósitos primarios de uranio-vanadio no oxidados.
Aparece asociada a minerales como pirrotita, calcopirita, pirita, tremolita, grafito, titanita y cuarzo.

## Yacimientos
La localidad tipo de la karelianita es el depósito de cobre-zinc de Outokumpu (Finlandia Oriental) e igualmente se ha encontrado este mineral en Vihanti (Ostrobotnia del Norte). En la República rusa de Karelia existe un depósito en la mina de uranio-vanadio de Velikaya Guba, ubicada en la península de  Zaonezhie, cerca del lago Onega. Más al norte, en el óblast de Múrmansk, también se ha encontrado este mineral en el macizo de Jibiny. Otro yacimiento es el de Sliudianka, en la punta sur del lago Baikal (Siberia Oriental), localidad tipo de minerales como bystrita, oxivanita y magnesiocoulsonita.
En África hay varias localizaciones de karelianita, en Franceville (Gabón), Fotadrevo (Madagascar) y distrito de Simanjiro (región de Manyara, Tanzania).